# Kałczewo
Kałczewo (bułg. Калчево) – wieś w południowo-wschodniej Bułgarii, w obwodzie Jamboł, w gminie Tundża. Według danych Narodowego Instytutu Statystycznego, 31 grudnia 2011 roku wieś liczyła 502 mieszkańców.

## Położenie
Kałczewo położone jest w łańcuchu wzgórz Bakadżicite, 7 km od Jambołu.

## Gospodarka

### Przemysł
W Kałczewie znajduje się fabryka okien PCV i aluminium, zakład spożywczy oraz kamieniołom.

### Usługi
W Kałczewie działa agencja turystyczna, młyn oraz znajduje się 4-gwiazdkowy hotel i kemping.

## Imprezy cykliczne
Co roku w lutym organizuje się kukerskie święto. Święty sobór odbywa się 1-4 czerwca.

## Sport
- Klub piłkarski FK Sportist Kałczewo

## Urodzeni w Kałczewie
- Petyr Kirow – zapaśnik